# Auburn Township (comté de Sangamon, Illinois)
Pour les articles homonymes, voir Auburn Township et Auburn.
Auburn Township est un township du comté de Sangamon dans l'Illinois, aux États-Unis,. En 2010, le township comptait une population de 6 333 habitants.

## Source de la traduction
- (en) Cet article est partiellement ou en totalité issu de l’article de Wikipédia en anglais intitulé « Auburn Township, Sangamon County, Illinois » (voir la liste des auteurs).